# Copa Campeonato 1903
La Copa Campeonato 1903 fu vinta dall'Alumni Athletic Club.

## Classifica finale
|    | Classifica finale    | Pti | G  | V | N | P  | GF | GS | DR  |
| -- | -------------------- | --- | -- | - | - | -- | -- | -- | --- |
| 1. | Alumni               | 18  | 10 | 9 | 0 | 1  | 40 | 4  | +36 |
| 2. | Belgrano Athletic    | 15  | 10 | 7 | 1 | 2  | 21 | 11 | +10 |
| 3. | Barracas Athletic    | 11  | 10 | 5 | 1 | 4  | 22 | 13 | +9  |
| 4. | Lomas Athletic Club  | 8   | 10 | 2 | 4 | 4  | 17 | 17 | +0  |
| 5. | Quilmes              | 8   | 10 | 3 | 2 | 5  | 14 | 22 | -8  |
| 6. | Flores Athletic Club | 0   | 10 | 0 | 0 | 10 | 2  | 49 | -47 |

## Classifica marcatori[1]
| Gol |  |  | Giocatore   | Squadra |
| --- |  |  | ----------- | ------- |
| 15  |  |  | Jorge Brown | Alumni  |